# Jacques Corps
Pour les articles homonymes, voir Corps.
Jacques Corps, né le 8 août 1736 à Troyes, où il est mort le 13 juin 1798, chevalier, seigneur de Saint-Phal, de Renault en Fresnay et de Court-Bureau, est un magistrat et juriste français, conseiller à la Cour des aides, au Parlement de Paris. Devenu ensuite conseiller du roi au Grand Conseil, il est difficilement accepté par les familles d'ancienne noblesse. Sous la Révolution, il s'oppose à la fin de la féodalité.

## Biographie
Jacques Corps est le fils de Nicolas Corps (1692-1752), conseiller au bailliage de Troyes, et d'Anne Angélique Françoise Mauclerc.  

### Magistrat, conseiller au parlement
Reçu conseiller en la Cour des aides le 20 août 1760, Jacques Corps exerce cette charge jusqu'en 1771, date de suppression de cette cour,. Le 13 avril de la même année, il est nommé conseiller au nouveau parlement de Paris créé par le chancelier Maupeou, et reçu le même jour. 

### Conseiller du roi au Grand Conseil
Après ces postes de conseiller aux aides puis au parlement, il devient conseiller du roi au Grand Conseil, selon l'édit de novembre 1774. Comme il n'est pas d'ancienne noblesse, sa présence au Grand Conseil fait polémique. Les adversaires de Maupeou vont jusqu'à écrire à son encontre : « Ceux qui ne vous connaissaient que de nom ont été scandalisés de voir les anciennes et vénérables familles patriciennes remplacées par des hommes obscurs, dont les noms seuls donnaient du dégoût : Corps, Salles, Billeheu (...) ». Corps est ainsi cité en premier de ceux dont le nom inspire le « dégoût », n'étant pas le nom d'une ancienne famille. Il exerce sa charge d'avril à septembre de chaque année, jusqu'en 1791.

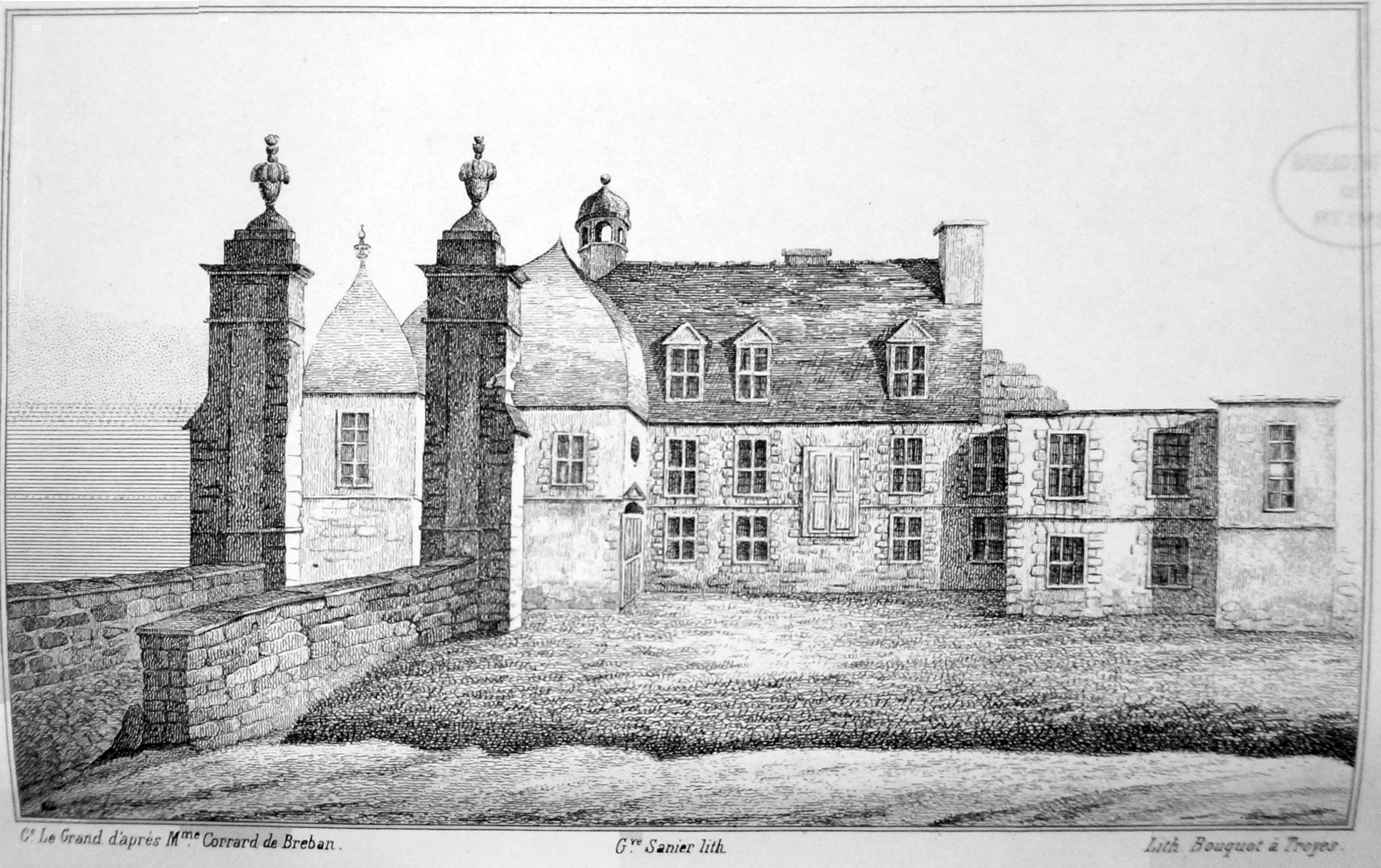
Le château de Saint-Phal, dont il est un des derniers propriétaires.

Seigneur du lieu, il est l'un des derniers propriétaires du château de Saint-Phal.

### Sous la Révolution
Au début de la Révolution, il est secrétaire de l'ordre de la noblesse. Comme il refuse ensuite de donner ses titres féodaux, les révolutionnaires s'en prennent à ses biens, avec l'accord tacite des élus locaux. Saisis de plaintes et réclamations sur les déprédations répétées, le conseil général du département de l'Aube et les autorités du district d'Ervy mènent plusieurs enquêtes et adressent des avertissements à la population et aux élus, puis finissent par destituer le maire et le procureur de la commune de Saint-Phal.
En l'an III (1795), ses fils ayant quitté la région, sont considérés comme émigrés, et Jacques Corps tombe sous le coup de la loi relative aux parents d'émigrés. Plusieurs inventaires sont faits ; sa fortune, destinée à être liquidée, est estimée à 560 000 livres, passif déduit.

### Décès, postérité
Il meurt à Troyes le 13 juin 1798.
- De son mariage à Troyes en 1768 avec Madeleine Dessain ou de Vin[2] (1749-1819), il a plusieurs enfants :
  - Jacques-Armand Corps de Mauroy (1770-1836), mousquetaire, émigré en 1791, revenu en 1801, président du tribunal de Troyes, président du conseil général de l'Aube[2],[8].
  - Gabriel Corps de la Cour-Bureau (1771-1819), rentier, sans descendance[9].
  - Geneviève Adélaïde Corps, qui représente son père lors de ses démêlés judiciaires sous la Révolution[10] ; elle épouse Augustin Jean Baptiste de Mazin (ou Masin), baron de Bouy, lieutenant-colonel.